# Gymnocalycium amerhauseri
Gymnocalycium amerhauseri ist eine Pflanzenart in der Gattung Gymnocalycium aus der Familie der Kakteengewächse (Cactaceae). Das Artepitheton amerhauseri ehrt den österreichischen Kakteenkenner Helmut Amerhauser (* 1941).

## Beschreibung
Gymnocalycium amerhauseri wächst einzeln mit abgeflacht kugelförmigen bis kugelförmigen, dunkelgrünen bis bläulich grünen, glänzenden Trieben und erreicht bei Durchmessern von 5 bis 6 Zentimetern Wuchshöhen von bis zu 2,5 Zentimeter. Es wird eine Pfahlwurzel ausgebildet. Die meist acht Rippen sind gerundet. Die anfangs mit gelblich weißer Wolle bedeckten ovalen Areolen sind später kahl. Der einzelne, nur bei ausgewachsenen Pflanzen vorhandene Mitteldorn ist 1,2 bis 1,4 Zentimeter lang. Die fünf bis sieben, ausstrahlenden, leicht gebogenen bis geraden Randdornen sind 0,6 bis 1,2 Zentimeter lang. Sie sind weiß und besitzen eine dunklere Basis.
Die trichterförmigen, cremeweißen bis hellrosafarbenen Blüten öffnen sich weit und weisen einen Durchmesser von bis zu 3 Zentimeter auf. Die dunkelgrünen Früchte sind ei- bis spindelförmig. Sie sind etwa 3,3 Zentimeter lang und erreichen einen Durchmesser von bis zu 1,9 Zentimeter.

## Verbreitung, Systematik und Gefährdung
Gymnocalycium amerhauseri ist im Nordwesten der argentinischen Provinz Córdoba in Höhenlagen von 1450 bis 1600 Metern verbreitet.
Die Erstbeschreibung erfolgte 1994 durch Hans Till.
In der Roten Liste gefährdeter Arten der IUCN wird die Art als „Endangered (EN)“, d. h. als stark gefährdet geführt.

## Nachweise